# Kecamatan Pahungalodu
Kecamatan Pahungalodu är ett distrikt i Indonesien.   Det ligger i provinsen Nusa Tenggara Timur, i den södra delen av landet, 1 600 km öster om huvudstaden Jakarta. Kecamatan Pahungalodu ligger på ön Pulau Sumba.